# Das goldene Ei (Roman)
Das goldene Ei ist ein Roman der Krimiautorin Donna Leon. Er erschien 2013 unter dem Originaltitel The Golden Egg. Die deutsche Fassung wurde in einer Übersetzung von Werner Schmitz 2014 im Diogenes Verlag veröffentlicht.

## Inhalt
In diesem 22. Roman der Autorin geht es um den Tod des gehörlosen Behinderten Davide, der an einer Tablettenvergiftung zusammenbrach. Die vom Commissario aufgesuchte Mutter des 25-Jährigen, der ihm aus der Nachbarschaft bekannt gewesen war, zeigt kaum Gefühle und gibt an, sie habe ihm bei seinem Freitod Hilfe geleistet. Er habe aus dem Leben scheiden wollen, weil er keine Freunde gehabt habe und deshalb zunehmend verzweifelt gewesen sei.
Signorina Elettra findet heraus, dass es buchstäblich nichts über den Verstorbenen in irgendwelchen Akten gibt, nicht einmal eine Geburtsurkunde. Brunetti glaubt nicht an Suizid, zumal sich Davides Tante, seine Mutter und auch deren Arzt in Widersprüche verwickeln. Paola leistet einen Meineid, um die Einstellung der Ermittlungen zu verhindern. Gegen den Widerstand von Patta und dem Staatsanwalt ermittelt der Commissario weiter und stößt dabei auf die reiche Serenissima-Familie von Ludovico Lembo. Einmal mehr erweist sich als Ursache des Falls ein Abgrund von Heuchelei.

## Erfolg
Das Buch stand 4 Wochen lang im Jahr 2014 auf dem Platz 1 der Spiegel-Bestsellerliste.

## Verfilmung
Am 31. März 2016 erfolgte die Erstsendung der deutschen TV-Verfilmung des Romans mit Uwe Kockisch, Julia Jäger, Juliane Köhler, Karl Fischer und Michael Degen. Regie führte Sigi Rothemund. Die Filmfassung nach dem Drehbuch von Stefan Holtz und Florian Iwersen weicht vom Originalroman ab, indem die Einfädelung und die Machtverhältnisse des zugrundeliegenden Auftragsmords recht deutlich in Szene gesetzt werden. Paola Brunetti wird hier zudem unmittelbar Augenzeugin des Todes von Davide, der aufgrund einer Tablettenvergiftung am Kanalufer zusammenbricht.

## Hörbuch
- Das goldene Ei: Commissario Brunettis zweiundzwanzigster Fall, Diogenes Hörbuch (Sprecher: Joachim Schönfeld), ISBN 978-3-257-80341-9.

## Belege
1. ↑  [https://www.publishersweekly.com/978-0-8021-2101-1 The Golden Egg
Donna Leon. Atlantic Monthly], ISBN 978-0-8021-2101-1, publishersweekly.com, abgerufen am 27. Juni 2019.
2. ↑  Kalte Duschen für Kommissar Brunetti, Merkur vom 27. Mai 2014, abgerufen am 2. April 2016.
3. ↑  Film Donna Leon: „Das goldene Ei“ Erstausstrahlung (Memento vom 2. April 2016 im Internet Archive), Diogenes Verlag, abgerufen am 2. April 2016.
4. ↑  DasErste.de (Memento vom 16. November 2016 im Internet Archive).